# رودوفيد
رودوفيد هو موقع ويب من نوع قاعدة بيانات علم الأنساب وموقع ميدياويكي وقاعدة بيانات على النت أنشئ في 1 سبتمبر 2005، وهو متوفر بعدة لغات ومحتواه الأساسي حول علم الأنساب.

## وصلات خارجية
- رودوفيد على موقع SourceForge (الإنجليزية)
- الموقع الرسمي